# Primulina tabacum
Primulina es un género monotípico de plantas herbáceas  perteneciente a la familia Gesneriaceae. Su única especie: Primulina tabacum Hance, es originaria de Asia.

## Descripción
Son hierbas perennifolias que forman una roseta. Las hojas son pecioladas, la lámina ovado- suborbicular , lobulados los márgenes , superficie superior pubérulas , la superficie inferior  pubérulas glandulares peludas. Las inflorescencias en cimas con pedúnculos iguales o ligeramente más cortos que las hojas, en forma de umbela con 3-7 flores ; bractéolas ovado lanceolada . Sépalos libres, lanceolados. La corola de color violeta . El fruto en cápsula elipsoide , dehiscente. Las hojas glandulares se dice que emiten un fuerte olor a tabaco.

## Distribución y hábitat
Se distribuyen por el sur de China (norte de Guangdong), donde se encuentran en las rocas y acantilados ribereños , a una altura de 100- 300 metros.

## Taxonomía
Primulina tabacum fue descrito por  Henry Fletcher Hance y publicado en Journal of Botany, British and Foreign 21(6): 169–170. 1883.
Etimología
Primulina: nombre genérico que es así nombrado por la similitud con el género Prímula.
tabacum: epíteto que se refiere al género Tabacum (ahora sinónimo de Nicotiana.
Sinonimia
- Primulina sinensis Hook.f.[1]